# Haroldius convexus
Haroldius convexus är en skalbaggsart som beskrevs av T. Keith Philips och Clarke H. Scholtz 2000. Haroldius convexus ingår i släktet Haroldius och familjen bladhorningar. Inga underarter finns listade i Catalogue of Life.